# Championnat d'Asie masculin de basket-ball 1969
Navigation
Corée du Sud 1965 Japon 1971
Le championnat d'Asie de basket-ball 1969 est la cinquième édition du championnat d'Asie des nations. Elle s'est déroulée du 18 au 29 novembre 1969 à Bangkok en Thaïlande.

## Classement final
| Position | Équipe       | Bilan |
| -------- | ------------ | ----- |
| 1        | Corée du Sud | 8v-0d |
| 2        | Japon        | 7v-1d |
| 3        | Philippines  | 6v-2d |
| 4        | Taïwan       | 4v-4d |
| 5        | Inde         | 4v-4d |
| 6        | Thaïlande    | 3v-5d |
| 7        | Malaisie     | 3v-5d |
| 8        | Pakistan     | 1v-7d |
| 9        | Hong Kong    | 0v-8d |